# Nodicostellaria
Nodicostellaria is een geslacht van weekdieren uit de klasse van de Gastropoda (slakken).

## Soorten
- Nodicostellaria crassa (Simone, 1995)
- Nodicostellaria kaicherae (Petuch, 1979)
- Nodicostellaria kremerae Petuch, 1987